# Funzione alternata
In matematica, una funzione alternata è una funzione periodica che nel periodo percorre aree positive uguali a quelle negative. Un esempio di funzione alternata è la funzione seno che è una funzione periodica, il suo grafico è la sinusoide: una curva che percorre aree positive uguali a quelle negative nel periodo della funzione seno.

## Definizione
Data la funzione
{\displaystyle f\colon X\to Y,}
periodica di periodo {\displaystyle T}. Essa è anche alternata se è valida la seguente proprietà
{\displaystyle \forall x\in X\Rightarrow \int _{x}^{x+T}f(x)dx=0.}
Questa relazione è equivalente al fatto che percorrendo aree positive uguali a quelle negative la loro somma è uguale a zero.
Si può anche dire che la media dei valori che la funzione assume nel periodo è uguale a zero, infatti calcolando la media integrale della funzione nel periodo si ottiene come valore zero (questo è comunque una conseguenza della definizione).